# Narcine vermiculatus
Narcine vermiculatus is een vissensoort uit de familie van de schijfroggen (Narcinidae). De wetenschappelijke naam van de soort is voor het eerst geldig gepubliceerd in 1928 door Breder.